# Mean Machine (jugando duro)
Mean Machine (jugando duro) (Mean Machine en V. O.) es una comedia dramática inglesa de 2001 dirigida por Barry Skolnick y protagonizada por el exfutbolista Vinnie Jones en el papel de un futbolista retirado y en decadencia. El film es un remake de la película estadounidense de 1974 The Longest Yard.

## Argumento
Danny Meehan, conocido como "Mean Machine" (Vinnie Jones) es un futbolista y antiguo capitán de la selección inglesa al que se le retiró la licencia de por vida para jugar tras amañar un partido frente a Alemania. Para mayor desgracia es condenado a prisión tras haber agredido a dos policías y huir en coche bajo los efectos del alcohol.
Tras ser internado en la prisión de Longmarsh es recibido con una brutal paliza por parte de dos guardias además de ser visto con malos ojos por los demás presos. Acto seguido es llevado ante el alcaide (David Hemmings), el cual le ofrece la oportunidad de entrenar al equipo de fútbol formado por los guardias de la penitenciaría, sin embargo rechaza la propuesta para no enemistarse con sus compañeros de celda a los que decide entrenar y jugar un amistoso entre ambos.
Con la ayuda de Doc (David Kelly), un condenado a cadena perpetua conseguirá integrarse en su nueva vida al tiempo que recluta para su equipo a un variopinto grupo de presos entre los que se encuentra Monk (Jason Statham) psicótico y Massive (Vas Blackwood) un interno de raza negra acosado por uno de los guardias (Geoff Bell) a causa de su piel. 
Por su parte, el alcaide tiene una deuda pendiente que saldar con un corredor de apuestas por lo que decide poner su empeño en amañar el partido entre los reclusos y sus hombres empezando por coaccionar a Meehan para traicionar a su equipo.

## Reparto
- Vinnie Jones es Danny Meehan
- Jason Statham es Monk
- Jamie Sives es Chiv
- Danny Dyer es Billy
- Stephen Martin Walters es Nitro
- Rocky Marshall es Cigs
- Adam Fogerty es Mouse
- David Kelly as Doc
- David Hemmings es Alcaide
- Ralph Brown es Burton
- Vas Blackwood es Massive
- Robbie Gee es Trojan
- Geoff Bell es Ratchett
- John Forgeham es Sykes
- Sally Phillips es Tracey
- Andrew Grainger es Ketch
- Jason Flemyng es Bob Likely
- Martin Wimbush es Z
- David Reid es el Barman
- David Cropman es el Segundo Barman
- Omid Djalili es Raj
- J. J. Connolly es Barry (corredor de apuestas)
- Stephen Bent es Árbitro

Cameos
La película cuenta con la participación de varios actores que tiempo atrás fueron futbolistas profesionales. Charlie Hartfield (Sheffield United y Swansea City) y Nervin Saroya (juveniles del Brentford) actuaron junto al equipo de los presos mientras que en el de los guardias se encontraban Paul Fishenden y Brian Gayle (ambos del desaparecido Wimbledon).

## Producción y recepción
El rodaje tuvo lugar en 2001 desde abril a junio en la prisión HM de Oxford y en el estadio The Warren, sede del Yeading Football Club.
Las críticas recibidas fueron en su mayoría negativas. En Rotten Tomatoes obtuvo un 34% de nota. Otra reseña crítica vino del diario Kansas City en la que comentaron que "la comedia se limitaba a los tópicos de las cárceles".